# Religionsgeschichtliches Lesebuch
Religionsgeschichtliches Lesebuch (RGL) ist der Titel einer deutschsprachigen wissenschaftlichen Buchreihe mit übersetzten religiösen Quellentexten aus den Religionen verschiedener Völker und Kulturen der Welt. Sie wurde von Alfred Bertholet in Verbindung mit Fachgelehrten herausgegeben.
Die Reihe ergänzt sich mit dem Lehrbuch der Religionsgeschichte, das von Chantepie de la Saussaye (1848–1920) begründet worden war und bis in eine 4. Auflage (von Alfred Bertholet und Edvard Lehmann herausgegeben) erschien.
Die 2. erweiterte Auflage der Reihe Religionsgeschichtliches Lesebuch erschien in den Jahren 1926–1932 in Tübingen, teilweise mit anderen Verfassern/Übersetzern als die 1. (zum Beispiel Erich Schmitt (1893–1955) statt Wilhelm Grube (1855–1908) beim Band über die Chinesen).
Zunächst war 1908 ein Religionsgeschichtliches Lesebuch erschienen, das von Alfred Bertholet herausgegeben wurde (Tübingen: Mohr, 1908 – Digitalisat). Eine Neue Folge, ebenfalls von Alfred Bertholet herausgegeben, erschien ebd. seit 1913.
Es ist eine der wichtigsten deutschsprachigen Reihen dieser Art.

## Hefte (2. erweiterte Auflage)
- 1 Die zoroastrische Religion : <das Avestā> / Karl Friedrich Geldner. 1926
- 2 Die Eingeborenen Amerikas / Konrad Theodor Preuss. 1926
- 3 Die Slaven / Aleksander Brückner. 1926
- 4 Die Religion der Griechen / Martin Persson Nilsson. 1927
- 5 Die Religion der Römer und der Synkretismus der Kaiserzeit / Kurt Latte. 1927
- 6 Die Chinesen / Erich Schmitt. 1927
- 7 Die Jainas / Walther Schubring. 1927
- 8 Die Eingeborenen Australiens und der Südseeinseln / Richard Thurnwald. 1927
- 9 Vedismus und Brahmanismus / Karl Friedrich Geldner. 1928
- 10 Aegypten / Hermann Kees. - Tübingen : Mohr, 1928 / 2., erw. Auflage - 1928
- 11 Der ältere Buddhismus : nach Texten des Tipiṭaka / Moriz Winternitz. 1929
- 12 Die Germanen / Franz Rolf Schröder. - Tübingen : Mohr, 1929 1929
- 13 Die Kelten / Wolfgang Krause. 1929
- 14 Der Hinduismus / Friedrich Otto Schrader. 1930
- 15 Der Mahāyāna-Buddhismus nach Sanskrit- und Prākrittexten / Moriz Winternitz. 1930
- 16 Der Islām : mit Ausschluss des Qorʾāns / Joseph Schacht. 1931 (Digitalisat)
- 17 Die Religion des Alten Testaments / Alfred Bertholet. 1932